# Eleições legislativas de 2019 em Vila Real

## Resultados Oficiais
| Partido                 | Partido                              | Votos  | %               | +/-   |
| ----------------------- | ------------------------------------ | ------ | --------------- | ----- |
|                         | Partido Social Democrata             | 10 010 | 37,05 / 100,00  | -     |
|                         | Partido Socialista                   | 9 431  | 34,91 / 100,00  | 1,22  |
|                         | Bloco de Esquerda                    | 2 291  | 8,48 / 100,00   | 1,84  |
|                         | CDS – Partido Popular                | 1 119  | 4,14 / 100,00   | -     |
|                         | CDU - Coligação Democrática Unitária | 800    | 2,96 / 100,00   | 0,57  |
|                         | Pessoas–Animais–Natureza             | 588    | 2,18 / 100,00   | 1,25  |
|                         | CHEGA!                               | 299    | 1,11 / 100,00   | Novo  |
|                         | Aliança                              | 271    | 1,00 / 100,00   | Novo  |
|                         | Outros (com menos de 1,00%)          | 966    | 3,58 / 100,00   |       |
| Votos Inválidos         | Votos Inválidos                      | 1 244  | 4,61 / 100,00   | 1,23  |
| Total                   | Total                                | 27 019 | 100,00 / 100,00 |       |
| Eleitorado/Participação | Eleitorado/Participação              | 50 306 | 53,71 / 100,00  | 2,28  |
| Fonte                   | Fonte                                | [ 1 ]  | [ 1 ]           | [ 1 ] |

## Resultados por Freguesia
Os resultados seguintes referem-se aos partidos que obtiveram mais de 1,00% dos votos:
| Freguesia                      | %     | %     | %     | %    | %    | %    | %    | %    | Votantes |
| Freguesia                      | PSD   | PS    | BE    | CDS  | CDU  | PAN  | CH   | A    | Votantes |
| ------------------------------ | ----- | ----- | ----- | ---- | ---- | ---- | ---- | ---- | -------- |
| Abaças                         | 35,83 | 40,00 | 5,21  | 5,42 | 3,96 | 1,04 | 1,25 | 0,42 | 480      |
| Adoufe e Vilarinho de Samardã  | 35,77 | 36,77 | 7,03  | 5,30 | 2,58 | 2,44 | 1,15 | 1,22 | 1 395    |
| Andrães                        | 43,73 | 33,76 | 5,88  | 5,24 | 1,53 | 1,66 | 1,02 | 0,51 | 782      |
| Arroios                        | 37,57 | 34,13 | 7,63  | 4,04 | 2,84 | 2,54 | 1,65 | 0,60 | 668      |
| Borbela e Lamas de Olo         | 37,13 | 33,41 | 7,53  | 5,59 | 2,87 | 1,86 | 1,43 | 1,08 | 1 395    |
| Campeã                         | 46,94 | 34,81 | 5,87  | 5,08 | 0,91 | 1,43 | 0,65 | 0,39 | 767      |
| Constantim e Vale de Nogueiras | 40,31 | 32,88 | 7,23  | 4,08 | 1,47 | 1,47 | 1,05 | 0,84 | 955      |
| Folhadela                      | 33,42 | 35,07 | 10,16 | 3,82 | 4,77 | 1,04 | 1,22 | 0,69 | 1 152    |
| Guiães                         | 55,61 | 23,53 | 3,21  | 8,56 | 2,67 | 1,07 | 0    | 0,53 | 187      |
| Lordelo                        | 31,75 | 36,14 | 9,99  | 2,91 | 3,12 | 2,69 | 1,42 | 1,06 | 1 411    |
| Mateus                         | 37,19 | 33,79 | 9,20  | 3,01 | 4,16 | 2,85 | 1,20 | 1,48 | 1 826    |
| Mondrões                       | 35,82 | 41,27 | 4,55  | 5,09 | 1,45 | 1,09 | 1,09 | 0,36 | 550      |
| Mouçós e Lamares               | 39,26 | 33,00 | 6,53  | 5,44 | 2,69 | 1,92 | 1,21 | 1,26 | 1 821    |
| Nogueira e Ermida              | 39,04 | 42,24 | 4,11  | 2,74 | 2,97 | 1,83 | 0,91 | 0    | 438      |
| Parada de Cunhos               | 33,01 | 39,92 | 9,02  | 2,44 | 2,12 | 2,23 | 0,96 | 0,96 | 942      |
| Pena, Quintã e Vila Cova       | 57,74 | 21,76 | 3,77  | 6,49 | 0,42 | 1,05 | 1,05 | 0,63 | 478      |
| São Tomé do Castelo e Justes   | 40,03 | 31,75 | 7,67  | 6,60 | 2,45 | 1,07 | 0,61 | 1,23 | 652      |
| Torgueda                       | 34,16 | 39,90 | 8,85  | 4,49 | 2,37 | 1,25 | 0,12 | 0,87 | 802      |
| Vila Marim                     | 34,20 | 40,20 | 6,75  | 4,79 | 2,29 | 1,09 | 1,20 | 1,09 | 918      |
| Vila Real                      | 35,62 | 34,29 | 10,34 | 3,44 | 3,46 | 2,79 | 1,12 | 1,12 | 9 400    |
| Vila Real                      | 37,05 | 34,91 | 8,48  | 4,14 | 2,96 | 2,18 | 1,11 | 1,00 | 27 019   |

#### Abaças
| Partido                 | Partido                              | Votos | %               | +/-  |
| ----------------------- | ------------------------------------ | ----- | --------------- | ---- |
|                         | Partido Socialista                   | 192   | 40,00 / 100,00  | 9,86 |
|                         | Partido Social Democrata             | 172   | 35,83 / 100,00  | -    |
|                         | CDS – Partido Popular                | 26    | 5,96 / 100,00   | -    |
|                         | Bloco de Esquerda                    | 25    | 5,21 / 100,00   | 0,88 |
|                         | CDU - Coligação Democrática Unitária | 19    | 3,96 / 100,00   | 1,46 |
|                         | CHEGA!                               | 6     | 1,25 / 100,00   | Novo |
|                         | Pessoas–Animais–Natureza             | 5     | 1,04 / 100,00   | 0,86 |
|                         | Reagir Incluir Reciclar              | 5     | 1,04 / 100,00   | Novo |
|                         | Outros (com menos de 1,00%)          | 14    | 2,91 / 100,00   |      |
| Votos Inválidos         | Votos Inválidos                      | 16    | 3,33 / 100,00   | 0,65 |
| Total                   | Total                                | 480   | 100,00 / 100,00 |      |
| Eleitorado/Participação | Eleitorado/Participação              | 1 162 | 41,31 / 100,00  | 3,55 |

#### Adoufe e Vilarinho de Samardã
| Partido                 | Partido                              | Votos | %               | +/-  |
| ----------------------- | ------------------------------------ | ----- | --------------- | ---- |
|                         | Partido Socialista                   | 513   | 36,77 / 100,00  | 6,82 |
|                         | Partido Social Democrata             | 499   | 35,77 / 100,00  | -    |
|                         | Bloco de Esquerda                    | 98    | 7,03 / 100,00   | 1,07 |
|                         | CDS – Partido Popular                | 74    | 5,30 / 100,00   | -    |
|                         | CDU - Coligação Democrática Unitária | 36    | 2,58 / 100,00   | 1,21 |
|                         | Pessoas–Animais–Natureza             | 34    | 2,44 / 100,00   | 1,29 |
|                         | LIVRE                                | 17    | 1,22 / 100,00   | 0,95 |
|                         | Aliança                              | 17    | 1,22 / 100,00   | Novo |
|                         | CHEGA!                               | 16    | 1,15 / 100,00   | Novo |
|                         | Reagir Incluir Reciclar              | 14    | 1,00 / 100,00   | Novo |
|                         | Outros (com menos de 1,00%)          | 23    | 1,65 / 100,00   |      |
| Votos Inválidos         | Votos Inválidos                      | 54    | 3,87 / 100,00   | 0,89 |
| Total                   | Total                                | 1 395 | 100,00 / 100,00 |      |
| Eleitorado/Participação | Eleitorado/Participação              | 2 894 | 48,20 / 100,00  | 1,87 |

#### Andrães
| Partido                 | Partido                              | Votos | %               | +/-  |
| ----------------------- | ------------------------------------ | ----- | --------------- | ---- |
|                         | Partido Social Democrata             | 342   | 43,73 / 100,00  | -    |
|                         | Partido Socialista                   | 264   | 33,76 / 100,00  | 8,13 |
|                         | Bloco de Esquerda                    | 46    | 5,88 / 100,00   | 1,63 |
|                         | CDS – Partido Popular                | 41    | 5,24 / 100,00   | -    |
|                         | Pessoas–Animais–Natureza             | 13    | 1,66 / 100,00   | 0,37 |
|                         | CDU - Coligação Democrática Unitária | 12    | 1,53 / 100,00   | 0,22 |
|                         | CHEGA!                               | 8     | 1,02 / 100,00   | Novo |
|                         | Outros (com menos de 1,00%)          | 27    | 3,45 / 100,00   |      |
| Votos Inválidos         | Votos Inválidos                      | 29    | 3,71 / 100,00   | 1,09 |
| Total                   | Total                                | 782   | 100,00 / 100,00 |      |
| Eleitorado/Participação | Eleitorado/Participação              | 1 594 | 49,06 / 100,00  | 0,70 |

#### Arroios
| Partido                 | Partido                              | Votos | %               | +/-  |
| ----------------------- | ------------------------------------ | ----- | --------------- | ---- |
|                         | Partido Social Democrata             | 251   | 37,57 / 100,00  | -    |
|                         | Partido Socialista                   | 228   | 34,13 / 100,00  | 1,29 |
|                         | Bloco de Esquerda                    | 51    | 7,63 / 100,00   | 0,05 |
|                         | CDS – Partido Popular                | 27    | 4,04 / 100,00   | -    |
|                         | CDU - Coligação Democrática Unitária | 19    | 2,84 / 100,00   | 0,37 |
|                         | Pessoas–Animais–Natureza             | 17    | 2,54 / 100,00   | 0,94 |
|                         | CHEGA!                               | 11    | 1,65 / 100,00   | Novo |
|                         | Iniciativa Liberal                   | 7     | 1,05 / 100,00   | Novo |
|                         | Outros (com menos de 1,00%)          | 23    | 3,44 / 100,00   |      |
| Votos Inválidos         | Votos Inválidos                      | 34    | 5,08 / 100,00   | 1,73 |
| Total                   | Total                                | 668   | 100,00 / 100,00 |      |
| Eleitorado/Participação | Eleitorado/Participação              | 1 079 | 61,91 / 100,00  | 4,76 |

#### Borbela e Lamas de Olo
| Partido                 | Partido                              | Votos | %               | +/-  |
| ----------------------- | ------------------------------------ | ----- | --------------- | ---- |
|                         | Partido Social Democrata             | 518   | 37,13 / 100,00  | -    |
|                         | Partido Socialista                   | 466   | 33,41 / 100,00  | 1,15 |
|                         | Bloco de Esquerda                    | 105   | 7,53 / 100,00   | 1,74 |
|                         | CDS – Partido Popular                | 78    | 5,59 / 100,00   | -    |
|                         | CDU - Coligação Democrática Unitária | 40    | 2,87 / 100,00   | 0,70 |
|                         | Pessoas–Animais–Natureza             | 26    | 1,86 / 100,00   | 0,92 |
|                         | CHEGA!                               | 20    | 1,43 / 100,00   | Novo |
|                         | Aliança                              | 15    | 1,08 / 100,00   | Novo |
|                         | LIVRE                                | 14    | 1,00 / 100,00   | 0,26 |
|                         | Reagir Incluir Reciclar              | 14    | 1,00 / 100,00   | Novo |
|                         | Outros (com menos de 1,00%)          | 28    | 2,01 / 100,00   |      |
| Votos Inválidos         | Votos Inválidos                      | 71    | 5,09 / 100,00   | 0,92 |
| Total                   | Total                                | 1 395 | 100,00 / 100,00 |      |
| Eleitorado/Participação | Eleitorado/Participação              | 2 693 | 51,80 / 100,00  | 1,89 |

#### Campeã
| Partido                 | Partido                     | Votos | %               | +/-  |
| ----------------------- | --------------------------- | ----- | --------------- | ---- |
|                         | Partido Social Democrata    | 360   | 46,94 / 100,00  | -    |
|                         | Partido Socialista          | 267   | 34,81 / 100,00  | 5,99 |
|                         | Bloco de Esquerda           | 45    | 5,87 / 100,00   | 2,28 |
|                         | CDS – Partido Popular       | 39    | 5,08 / 100,00   | -    |
|                         | Pessoas–Animais–Natureza    | 11    | 1,43 / 100,00   | 0,97 |
|                         | Outros (com menos de 1,00%) | 22    | 2,86 / 100,00   |      |
| Votos Inválidos         | Votos Inválidos             | 23    | 2,99 / 100,00   | 0,10 |
| Total                   | Total                       | 767   | 100,00 / 100,00 |      |
| Eleitorado/Participação | Eleitorado/Participação     | 1 695 | 45,25 / 100,00  | 1,60 |

#### Constantim e Vale de Nogueiras
| Partido                 | Partido                              | Votos | %               | +/-  |
| ----------------------- | ------------------------------------ | ----- | --------------- | ---- |
|                         | Partido Social Democrata             | 385   | 40,31 / 100,00  | -    |
|                         | Partido Socialista                   | 314   | 32,88 / 100,00  | 7,97 |
|                         | Bloco de Esquerda                    | 69    | 7,23 / 100,00   | 1,52 |
|                         | CDS – Partido Popular                | 39    | 4,08 / 100,00   | -    |
|                         | CDU - Coligação Democrática Unitária | 14    | 1,47 / 100,00   | 0,61 |
|                         | Pessoas–Animais–Natureza             | 14    | 1,47 / 100,00   | 0,65 |
|                         | CHEGA!                               | 10    | 1,05 / 100,00   | Novo |
|                         | Outros (com menos de 1,00%)          | 38    | 3,98 / 100,00   |      |
| Votos Inválidos         | Votos Inválidos                      | 72    | 7,54 / 100,00   | 1,93 |
| Total                   | Total                                | 955   | 100,00 / 100,00 |      |
| Eleitorado/Participação | Eleitorado/Participação              | 1 897 | 50,34 / 100,00  | 5,90 |

#### Folhadela
| Partido                 | Partido                              | Votos | %               | +/-  |
| ----------------------- | ------------------------------------ | ----- | --------------- | ---- |
|                         | Partido Socialista                   | 404   | 35,07 / 100,00  | 0,93 |
|                         | Partido Social Democrata             | 385   | 33,42 / 100,00  | -    |
|                         | Bloco de Esquerda                    | 117   | 10,16 / 100,00  | 2,98 |
|                         | CDU - Coligação Democrática Unitária | 55    | 4,77 / 100,00   | 0,86 |
|                         | CDS – Partido Popular                | 44    | 3,82 / 100,00   | -    |
|                         | CHEGA!                               | 14    | 1,22 / 100,00   | Novo |
|                         | Reagir Incluir Reciclar              | 13    | 1,13 / 100,00   | Novo |
|                         | Pessoas–Animais–Natureza             | 12    | 1,04 / 100,00   | 0,51 |
|                         | Outros (com menos de 1,00%)          | 38    | 3,30 / 100,00   |      |
| Votos Inválidos         | Votos Inválidos                      | 70    | 6,08 / 100,00   | 3,39 |
| Total                   | Total                                | 1 152 | 100,00 / 100,00 |      |
| Eleitorado/Participação | Eleitorado/Participação              | 2 015 | 57,17 / 100,00  | 2,64 |

#### Guiães
| Partido                 | Partido                              | Votos | %               | +/-  |
| ----------------------- | ------------------------------------ | ----- | --------------- | ---- |
|                         | Partido Social Democrata             | 104   | 55,61 / 100,00  | -    |
|                         | Partido Socialista                   | 44    | 23,53 / 100,00  | 7,12 |
|                         | CDS – Partido Popular                | 16    | 8,56 / 100,00   | -    |
|                         | Bloco de Esquerda                    | 6     | 3,21 / 100,00   | 0,87 |
|                         | CDU - Coligação Democrática Unitária | 5     | 2,67 / 100,00   | 0,46 |
|                         | Reagir Incluir Reciclar              | 3     | 1,60 / 100,00   | Novo |
|                         | Pessoas–Animais–Natureza             | 2     | 1,07 / 100,00   | 1,07 |
|                         | Outros (com menos de 1,00%)          | 1     | 0,53 / 100,00   |      |
| Votos Inválidos         | Votos Inválidos                      | 6     | 3,20 / 100,00   | 0,86 |
| Total                   | Total                                | 187   | 100,00 / 100,00 |      |
| Eleitorado/Participação | Eleitorado/Participação              | 631   | 29,64 / 100,00  | 6,32 |

#### Lordelo
| Partido                 | Partido                              | Votos | %               | +/-  |
| ----------------------- | ------------------------------------ | ----- | --------------- | ---- |
|                         | Partido Socialista                   | 510   | 36,14 / 100,00  | 2,01 |
|                         | Partido Social Democrata             | 448   | 31,75 / 100,00  | -    |
|                         | Bloco de Esquerda                    | 141   | 9,99 / 100,00   | 1,55 |
|                         | CDU - Coligação Democrática Unitária | 44    | 3,12 / 100,00   | 0,12 |
|                         | CDS – Partido Popular                | 41    | 2,91 / 100,00   | -    |
|                         | Pessoas–Animais–Natureza             | 38    | 2,69 / 100,00   | 2,08 |
|                         | Iniciativa Liberal                   | 21    | 1,49 / 100,00   | Novo |
|                         | CHEGA!                               | 20    | 1,42 / 100,00   | Novo |
|                         | LIVRE                                | 15    | 1,06 / 100,00   | 0,72 |
|                         | Aliança                              | 15    | 1,06 / 100,00   | Novo |
|                         | Outros (com menos de 1,00%)          | 34    | 2,41 / 100,00   |      |
| Votos Inválidos         | Votos Inválidos                      | 84    | 5,96 / 100,00   | 2,38 |
| Total                   | Total                                | 1 411 | 100,00 / 100,00 |      |
| Eleitorado/Participação | Eleitorado/Participação              | 2 684 | 52,57 / 100,00  | 2,82 |

#### Mateus
| Partido                 | Partido                              | Votos | %               | +/-  |
| ----------------------- | ------------------------------------ | ----- | --------------- | ---- |
|                         | Partido Social Democrata             | 679   | 37,19 / 100,00  | -    |
|                         | Partido Socialista                   | 617   | 33,79 / 100,00  | 4,98 |
|                         | Bloco de Esquerda                    | 168   | 9,20 / 100,00   | 0,85 |
|                         | CDU - Coligação Democrática Unitária | 76    | 4,16 / 100,00   | 0,81 |
|                         | CDS – Partido Popular                | 55    | 3,01 / 100,00   | -    |
|                         | Pessoas–Animais–Natureza             | 52    | 2,85 / 100,00   | 2,16 |
|                         | Aliança                              | 27    | 1,48 / 100,00   | Novo |
|                         | CHEGA!                               | 22    | 1,20 / 100,00   | Novo |
|                         | LIVRE                                | 21    | 1,15 / 100,00   | 0,41 |
|                         | Outros (com menos de 1,00%)          | 37    | 2,03 / 100,00   |      |
| Votos Inválidos         | Votos Inválidos                      | 72    | 3,95 / 100,00   | 0,35 |
| Total                   | Total                                | 1 826 | 100,00 / 100,00 |      |
| Eleitorado/Participação | Eleitorado/Participação              | 3 011 | 60,64 / 100,00  | 2,05 |

#### Mondrões
| Partido                 | Partido                              | Votos | %               | +/-   |
| ----------------------- | ------------------------------------ | ----- | --------------- | ----- |
|                         | Partido Socialista                   | 227   | 41,27 / 100,00  | 12,60 |
|                         | Partido Social Democrata             | 197   | 35,82 / 100,00  | -     |
|                         | CDS – Partido Popular                | 28    | 5,09 / 100,00   | -     |
|                         | Bloco de Esquerda                    | 25    | 4,55 / 100,00   | 0,70  |
|                         | CDU - Coligação Democrática Unitária | 8     | 1,45 / 100,00   | 0,30  |
|                         | Reagir Incluir Reciclar              | 7     | 1,27 / 100,00   | Novo  |
|                         | Pessoas–Animais–Natureza             | 6     | 1,09 / 100,00   | 0,57  |
|                         | CHEGA!                               | 6     | 1,09 / 100,00   | Novo  |
|                         | Outros (com menos de 1,00%)          | 15    | 2,73 / 100,00   |       |
| Votos Inválidos         | Votos Inválidos                      | 31    | 5,64 / 100,00   | 1,79  |
| Total                   | Total                                | 550   | 100,00 / 100,00 |       |
| Eleitorado/Participação | Eleitorado/Participação              | 985   | 55,84 / 100,00  | 0,47  |

#### Mouçós e Lamares
| Partido                 | Partido                              | Votos | %               | +/-  |
| ----------------------- | ------------------------------------ | ----- | --------------- | ---- |
|                         | Partido Social Democrata             | 715   | 39,26 / 100,00  | -    |
|                         | Partido Socialista                   | 601   | 33,00 / 100,00  | 5,91 |
|                         | Bloco de Esquerda                    | 119   | 6,53 / 100,00   | 0,44 |
|                         | CDS – Partido Popular                | 99    | 5,44 / 100,00   | -    |
|                         | CDU - Coligação Democrática Unitária | 49    | 2,69 / 100,00   | 0,14 |
|                         | Pessoas–Animais–Natureza             | 35    | 1,92 / 100,00   | 1,24 |
|                         | Aliança                              | 23    | 1,26 / 100,00   | Novo |
|                         | CHEGA!                               | 22    | 1,21 / 100,00   | Novo |
|                         | Outros (com menos de 1,00%)          | 58    | 3,18 / 100,00   |      |
| Votos Inválidos         | Votos Inválidos                      | 100   | 5,49 / 100,00   | 0,87 |
| Total                   | Total                                | 1 821 | 100,00 / 100,00 |      |
| Eleitorado/Participação | Eleitorado/Participação              | 3 511 | 51,87 / 100,00  | 1,05 |

#### Nogueira e Ermida
| Partido                 | Partido                              | Votos | %               | +/-  |
| ----------------------- | ------------------------------------ | ----- | --------------- | ---- |
|                         | Partido Socialista                   | 185   | 42,24 / 100,00  | 5,73 |
|                         | Partido Social Democrata             | 171   | 39,04 / 100,00  | -    |
|                         | Bloco de Esquerda                    | 18    | 4,11 / 100,00   | 1,43 |
|                         | CDU - Coligação Democrática Unitária | 13    | 2,97 / 100,00   | 0,89 |
|                         | CDS – Partido Popular                | 12    | 2,74 / 100,00   | -    |
|                         | Pessoas–Animais–Natureza             | 8     | 1,83 / 100,00   | 1,14 |
|                         | Outros (com menos de 1,00%)          | 16    | 3,65 / 100,00   |      |
| Votos Inválidos         | Votos Inválidos                      | 15    | 3,42 / 100,00   | 2,56 |
| Total                   | Total                                | 438   | 100,00 / 100,00 |      |
| Eleitorado/Participação | Eleitorado/Participação              | 956   | 45,82 / 100,00  | 7,35 |

#### Parada de Cunhos
| Partido                 | Partido                                         | Votos | %               | +/-  |
| ----------------------- | ----------------------------------------------- | ----- | --------------- | ---- |
|                         | Partido Socialista                              | 376   | 39,92 / 100,00  | 3,22 |
|                         | Partido Social Democrata                        | 311   | 33,01 / 100,00  | -    |
|                         | Bloco de Esquerda                               | 85    | 9,02 / 100,00   | 2,10 |
|                         | CDS – Partido Popular                           | 23    | 2,44 / 100,00   | -    |
|                         | Pessoas–Animais–Natureza                        | 21    | 2,23 / 100,00   | 1,64 |
|                         | CDU - Coligação Democrática Unitária            | 20    | 2,12 / 100,00   | 1,05 |
|                         | Partido Comunista dos Trabalhadores Portugueses | 11    | 1,17 / 100,00   | 0,58 |
|                         | Outros (com menos de 1,00%)                     | 50    | 5,30 / 100,00   |      |
| Votos Inválidos         | Votos Inválidos                                 | 45    | 4,77 / 100,00   | 0,82 |
| Total                   | Total                                           | 942   | 100,00 / 100,00 |      |
| Eleitorado/Participação | Eleitorado/Participação                         | 1 675 | 56,24 / 100,00  | 3,37 |

#### Pena, Quintã e Vila Cova
| Partido                 | Partido                                         | Votos | %               | +/-  |
| ----------------------- | ----------------------------------------------- | ----- | --------------- | ---- |
|                         | Partido Social Democrata                        | 276   | 57,74 / 100,00  | -    |
|                         | Partido Socialista                              | 104   | 21,76 / 100,00  | 9,19 |
|                         | CDS – Partido Popular                           | 31    | 6,49 / 100,00   | -    |
|                         | Bloco de Esquerda                               | 18    | 3,77 / 100,00   | 0,29 |
|                         | Partido Comunista dos Trabalhadores Portugueses | 10    | 2,09 / 100,00   | 1,32 |
|                         | Pessoas–Animais–Natureza                        | 5     | 1,05 / 100,00   | 0,28 |
|                         | CHEGA!                                          | 5     | 1,05 / 100,00   | Novo |
|                         | Outros (com menos de 1,00%)                     | 13    | 2,71 / 100,00   |      |
| Votos Inválidos         | Votos Inválidos                                 | 16    | 3,34 / 100,00   | 0,80 |
| Total                   | Total                                           | 478   | 100,00 / 100,00 |      |
| Eleitorado/Participação | Eleitorado/Participação                         | 960   | 49,79 / 100,00  | 0,32 |

#### São Tomé do Castelo e Justes
| Partido                 | Partido                              | Votos | %               | +/-  |
| ----------------------- | ------------------------------------ | ----- | --------------- | ---- |
|                         | Partido Social Democrata             | 261   | 40,03 / 100,00  | -    |
|                         | Partido Socialista                   | 207   | 31,75 / 100,00  | 9,94 |
|                         | Bloco de Esquerda                    | 50    | 7,67 / 100,00   | 2,87 |
|                         | CDS – Partido Popular                | 43    | 6,60 / 100,00   | -    |
|                         | CDU - Coligação Democrática Unitária | 16    | 2,45 / 100,00   | 0,53 |
|                         | Aliança                              | 8     | 1,23 / 100,00   | Novo |
|                         | Pessoas–Animais–Natureza             | 7     | 1,07 / 100,00   | 0,52 |
|                         | Outros (com menos de 1,00%)          | 21    | 3,22 / 100,00   |      |
| Votos Inválidos         | Votos Inválidos                      | 39    | 5,98 / 100,00   | 3,10 |
| Total                   | Total                                | 652   | 100,00 / 100,00 |      |
| Eleitorado/Participação | Eleitorado/Participação              | 1 448 | 45,03 / 100,00  | 1,34 |

#### Torgueda
| Partido                 | Partido                              | Votos | %               | +/-  |
| ----------------------- | ------------------------------------ | ----- | --------------- | ---- |
|                         | Partido Socialista                   | 320   | 39,90 / 100,00  | 9,28 |
|                         | Partido Social Democrata             | 274   | 34,16 / 100,00  | -    |
|                         | Bloco de Esquerda                    | 71    | 8,85 / 100,00   | 2,66 |
|                         | CDS – Partido Popular                | 36    | 4,49 / 100,00   | -    |
|                         | CDU - Coligação Democrática Unitária | 19    | 2,37 / 100,00   | 0,54 |
|                         | Pessoas–Animais–Natureza             | 10    | 1,25 / 100,00   | 0,56 |
|                         | Reagir Incluir Reciclar              | 8     | 1,00 / 100,00   | Novo |
|                         | Outros (com menos de 1,00%)          | 25    | 3,12 / 100,00   |      |
| Votos Inválidos         | Votos Inválidos                      | 39    | 4,86 / 100,00   | 1,53 |
| Total                   | Total                                | 802   | 100,00 / 100,00 |      |
| Eleitorado/Participação | Eleitorado/Participação              | 1 609 | 49,84 / 100,00  | 1,15 |

#### Vila Marim
| Partido                 | Partido                              | Votos | %               | +/-   |
| ----------------------- | ------------------------------------ | ----- | --------------- | ----- |
|                         | Partido Socialista                   | 369   | 40,20 / 100,00  | 11,00 |
|                         | Partido Social Democrata             | 314   | 34,20 / 100,00  | -     |
|                         | Bloco de Esquerda                    | 62    | 6,75 / 100,00   | 1,49  |
|                         | CDS – Partido Popular                | 44    | 4,79 / 100,00   | -     |
|                         | CDU - Coligação Democrática Unitária | 21    | 2,29 / 100,00   | 0,01  |
|                         | CHEGA!                               | 11    | 1,20 / 100,00   | Novo  |
|                         | Pessoas–Animais–Natureza             | 10    | 1,09 / 100,00   | 0,30  |
|                         | Aliança                              | 10    | 1,09 / 100,00   | Novo  |
|                         | Outros (com menos de 1,00%)          | 34    | 3,70 / 100,00   |       |
| Votos Inválidos         | Votos Inválidos                      | 43    | 4,69 / 100,00   | 0,92  |
| Total                   | Total                                | 918   | 100,00 / 100,00 |       |
| Eleitorado/Participação | Eleitorado/Participação              | 1 777 | 51,66 / 100,00  | 2,95  |

#### Vila Real
| Partido                 | Partido                              | Votos  | %               | +/-  |
| ----------------------- | ------------------------------------ | ------ | --------------- | ---- |
|                         | Partido Social Democrata             | 3 348  | 35,62 / 100,00  | -    |
|                         | Partido Socialista                   | 3 223  | 34,29 / 100,00  | 4,89 |
|                         | Bloco de Esquerda                    | 972    | 10,34 / 100,00  | 2,87 |
|                         | CDU - Coligação Democrática Unitária | 325    | 3,46 / 100,00   | 0,83 |
|                         | CDS – Partido Popular                | 323    | 3,44 / 100,00   | -    |
|                         | Pessoas–Animais–Natureza             | 262    | 2,79 / 100,00   | 1,71 |
|                         | LIVRE                                | 114    | 1,21 / 100,00   | 0,69 |
|                         | CHEGA!                               | 105    | 1,12 / 100,00   | Novo |
|                         | Aliança                              | 105    | 1,12 / 100,00   | Novo |
|                         | Iniciativa Liberal                   | 97     | 1,03 / 100,00   | Novo |
|                         | Outros (com menos de 1,00%)          | 141    | 1,50 / 100,00   |      |
| Votos Inválidos         | Votos Inválidos                      | 385    | 4,10 / 100,00   | 0,99 |
| Total                   | Total                                | 9 400  | 100,00 / 100,00 |      |
| Eleitorado/Participação | Eleitorado/Participação              | 16 030 | 58,64 / 100,00  | 2,74 |